# Хладна фузија
Хладна фузија је физички процес који је први пут поменут у марту 1989. године на конференцији за штампу Стенлија Понса и Мартин Флајшмана, електрохемичари са Универзитета Јута у Солт Лејк Ситију, који су тада објавили да су успели да изведу нуклеарну фузију помоћу акумулатора повезаног паладијумским електродама уроњених базен са водом, у коме је током електролизе водоник замењен његовим изотопом деутеријумом. Ова тврдња је довела до претпоставке да се овај процес може произвести, мање или више ограничену, јефтину, чисту енергију  .
Имајући у виду традиционални поглед физичара на нуклеарну фузију, а то је фузија језгара деутеријума, за коју су потребне температуре од десетина милиона °C, тврдња да се то може учинити на собној температури са паром електрода повезаних са батеријом изазвала је неверицу. Иако су неки научници известили да су успели да понове овај резултат, многи други су пријавили негативне резултате, па је хладна фузија у научним круговима означена веома негативно.
Апарат Флајшман и Понс је уређај за електролизу воде, али не обичне, већ тешке (D2O). Кисеоник се ослобађа на аноди, а на катоди из паладијума, хемијског сродника платине, тешког водоника или деутеријума. Али део деутеријума ослобођеног електролизом остаје заробљен у паладијуму. Ко зна да ли би Флајшман и Понс открили било шта да електролиза није урађена са коришћењем калориметра, па је откривено да температура воде у мерном уређају (термоизолованој посуди) понекад порасте од 30 до 50 °C. Како енергија и топлота не могу доћи ни из чега, у калориметру је морао да се одвија процес да би се ослободила енергија.
Ако платина има моћ да приближи атом водоника атому кисеоника (и атомима других молекула), што је основа његовог каталитичког дејства, паладијум може имати јачу моћ да приближи два деутеријумова јона D+ (гола атомска језгра) ближе таквој удаљености да се спајају у језгра.  Ако платина може да катализује хемијске реакције које се одвијају без ње на 1000 °C, може ли паладијум да катализује нуклеарне реакције које се одвијају на 10.000.000 °C .

## Истраживања
У тајности, научници у многим земљама, посебно у Сједињеним Државама, Јапану и Италији, тајно раде више деценија како би научно сазнали шта се крије иза хладне фузије. Данас то називају нискоенергетским нуклеарним реакцијама или, понекад, хемијски потпомогнутим нуклеарним реакцијама. Први знак да се ставови према хладној фузији можда мењају дошао је у фебруару 2002. године, када је Америчка морнарица открила да њени научници тајно истражују хладну фузију, мање-више континуирано. Већина овог посла обављена је у Центру за свемирска истраживања и поморске војне системе у Сан Дијегу, где је идеја о генерисању енергије из морске воде - доброг извора тешке воде - изгледала привлачније него у другим лабораторијама .
У Сан Дијегу и другим истраживачким центрима, научници су прикупили мноштво доказа да се нешто необично дешава када се струја пропушта кроз паладијумске електроде, које су у тешкој води. У августу 2003. године, у хотелу у близини Кембриџ института за технологију (Масачусетс), око 150 инжењера и научника састало се на 10. међународној конференцији о хладној фузији. Посматрачи на конференцији били су задивљени пажљивим начином на који су одговарали на различите претходне критике упућене на рачун истраживања.
Током година, бројне групе широм света су репродуковале оригинални Понс-Флајшманов ефекат прекомерне топлоте, понекад добијајући чак 250% уложене енергије. Наравно, сам вишак енергије није довољан да се утврди да се нуклеарна фузија дешава. Осим енергије, критичари ће одмах истаћи да би фузија језгара деутеријума требало да произведе и друге нуспроизводе, као што су хелијум и изотоп водоника трицијум. Докази о овим нуспроизводима били су оскудни иако су Антонела де Нино и њене колеге из италијанске Националне агенције за нове технологије, енергију и животну средину у Риму пронашле чврсте доказе о формирању хелијума када се производи прекомерна топлота, а иначе не. Други научници коначно почињу да објашњавају зашто је Понс-Флајшманов експеримент тешко поновити.
Мајк МекКубре из СРИ Интернатионал у Менло Парку у Калифорнији, угледни истраживач, веома утицајан међу онима који се баве хладном фузијом, каже да се овај ефекат може поуздано постићи само када се паладијумске електроде „умотају” деутеријумом у односу 100% – један. атом деутеријума за сваки атом паладијума. Његов рад показује да ако се однос смањи за само 10% до 90%, произведена топлота ће бити само 1/6 оне од 100% односа. Научници почињу боље да разумеју како тачно настаје овај ефекат. Станислав Сзпак и сарадници у команди за свемирска истраживања и војно-поморске системе снимили су инфрацрвене зраке паладијумских електрода које производе вишак енергије. Испоставило се да се топлота не производи непрекидно кроз електроду, већ само на врућим тачкама које избијају, а затим нестају са површине електроде. Исти тим дошао је до доказа необичних мини експлозија на површини електрода .
Научници Лахеи, Талеиаркхан и Нигматулин тврде да на тај начин могу да изазову фузију у обичној стакленој цеви користећи деутеризовани ацетон. Уз помоћ неутронских генератора изазивају стварање мехурића у течности, а они их имплодирају уз помоћ звучних таласа. Емисија неутрона, који су производ фузије, прати се неутронским детекторима. Многи научници су критиковали Талеархана због скривања начина на које је изазвао сонофузију и дизајна апарата, јер скоро нико није успешно поновио његове експерименте. Он се, пак, браниo да је увек износио све што је потребно да би експерименти били успешни, а успех својих експеримената је покушавао да докаже разним методама, али је цела област и даље обавијена велом тајне и интрига.

## Хладна фузија у Болоњи
Два научника са Универзитета у Болоњи, физичар Серђо Фокарди и инжењер Андреа Роси, извели су 14. јануара 2011. експеримент хладне фузије да би дали практичну демонстрацију рада система одабраној публици новинара, истраживача и професора. Енергетски катализатор је величине стола. Количина произведене енергије израчунава се на основу мерења количине воде која испари у једној секунди. На крају експеримента, Роси је закључио да је потрошено 600 кВх, а произведено 12.000 кВх  .